# Борис Барнет
Борѝс Васѝлиевич Ба̀рнет (на руски: Борис Васильевич Барнет) е руски режисьор, актьор и сценарист.

## Биография
Роден е на 18 юни (5 юни стар стил) 1902 година в Москва в семейството на собственик на печатница с английски произход. Започва да учи в Московското училище за живопис, скулптура и архитектура, но малко след това става доброволец в Червената армия и служи като санитар в Гражданската война. Занимавайки се професионално с бокс, случайно получава роля в киното, след което започва да пише сценарии и да режисира и през 30-те години се налага като един от водещите съветски режисьори.
Борис Барнет се самоубива на 8 януари 1965 година в Рига.